# Mjölonsvulst
Mjölonsvulst (Exobasidium sydowianum) är en svampart som beskrevs av Nannf. 1981. Mjölonsvulst ingår i släktet Exobasidium och familjen Exobasidiaceae.  Arten är reproducerande i Sverige. Inga underarter finns listade i Catalogue of Life.